# أولاد سليمان (أولاد سليمان)
أولاد سليمان هو دُوَّار يقع بجماعة دار أولاد زيدوح، إقليم الفقيه بن صالح، جهة بني ملال خنيفرة في المملكة المغربية. ينتمي الدوّار لمشيخة أولاد سليمان التي تضم 3 دواوير. يقدر عدد سكانه بـ 3220 نسمة حسب الإحصاء الرسمي للسكان والسكنى لسنة 2004.

## روابط خارجية
- البوابة الوطنية للجماعات الترابية
- المندوبية السامية للتخطيط